# USA-207
USA-207, även känd som PAN med den officiella betydelsen "Palladium at night", är en amerikansk spionsatellit som skickades upp 2009. Vilken eller vilka amerikanska myndigheter som har ansvaret för satelliten är hemligt. Satelliten tillverkades av Lockheed Martin och använder satellitplattformen A2100. Den är tillverkad med kommersiellt tillgängliga standardkomponenter.
Uppskjutningen sköttes av United Launch Alliance med en Atlas V-raket och skedde 21:35 GMT 8 september 2009 från Space Launch Complex 41 vid Cape Canaveral Air Force Station. PAN har haft en ovanlig historia med återkommande positionsskiften; mellan uppskjutningen och januari 2013 hade spionsatelliten legat i minst åtta olika omloppsbanor.

### Fotnoter
1. ↑  ”NASA Space Science Data Coordinated Archive” (på engelska). NASA. https://nssdc.gsfc.nasa.gov/nmc/spacecraft/display.action?id=2009-047A. Läst 5 april 2020.
2. ↑  Covault, Craig (26 maj 2009). ”Secret PAN satellite leads Cape milspace launch surge” (på engelska). Spaceflight Now. http://www.spaceflightnow.com/news/n0905/26milspace/. Läst 24 oktober 2013.
3. ↑   (på engelska) New Horizons. Lockheed Martin. December 2007. sid. 7.
4. ↑  Clark, Stephen. ”Worldwide Launch Schedule” (på engelska). Spaceflight Now. Arkiverad från originalet den 4 juni 2010. https://www.webcitation.org/5qF7qFllk?url=http://www.spaceflightnow.com/tracking/index.html. Läst 24 oktober 2013.
5. ↑  ”SatTrackCam” (på engelska). http://sattrackcam.blogspot.nl/2013/04/pan-and-mentor-4-in-march.html. Läst 24 oktober 2013.